# Барон Роуллен
Барон Роуллен из Роуллена в графстве Айршир (англ. Baron Rowallan, of Rowallan in the County of Ayr) — наследственный титул в системе Пэрства Соединённого королевства. 
Он был создан 27 июня 1911 года для либерального политика Арчибальда Корбетта (1856—1933). Ранее он представлял Глазго Трейдстон в палате общин Великобритании (1885—1911). Его сын, Томас Годфри Полсон Корбетт, 2-й барон Роуллен (1895—1977), участвовал в двух мировых войнах, был главным скаутом Британского содружества (1945—1959) и служил губернатором Тасмании (1959—1963).
По состоянию на 2025 год носителем титула являлся внук последнего, Джон Полсон Кэмерон Корбетт, 4-й барон Роуллен (род. 1947), который стал преемником своего отца в 1993 году.

## Бароны Роуллен (1911)
- 1911—1933: Арчибальд Кэмерон Корбетт, 1-й барон Роуллен (23 мая 1856 — 19 марта 1933), второй сын Томаса Корбетта из Глазго (1822—1880)[1];
- 1933—1977: Томас Годфри Полсон Корбетт, 2-й барон Роуллен (19 декабря 1895 — 30 ноября 1977), старший сын предыдущего[2];
- 1977—1993: Капитан Артур Кэмерон Корбетт, 3-й барон Роуллен (17 декабря 1919—1993), старший сын предыдущего[3];
- 1993 — настоящее время: Джон Полсон Кэмерон Корбетт, 4-й барон Роуллен (род. 8 марта 1947), единственный сын предыдущего[4];
  - Наследник титула: достопочтенный Джейсон Уильям Полсон Камерон Корбетт (род. 21 апреля 1972), единственный сын предыдущего от первого брака[5];
    - Наследник наследника: Александр Уильям Кэмерон Корбетт (род. 3 февраля 2004), старший сын предыдущего[6].